# Roger Espinoza
Roger Aníbal Espinoza Ramírez (Puerto Cortés, Honduras, 25 de octubre de 1986) es un exfutbolista hondureño, jugó de mediocampista.

## Trayectoria
Espinoza nació el 25 de octubre de 1986 en Puerto Cortés, Honduras, y se mudó a Aurora, Colorado, a la edad 12 años junto a su familia.
En el 2007, Roger participó en los juegos finales de la división colegial con su equipo: el Ohio State.
En la temporada del 2008, Roger Espinoza pasó a formar parte del Kansas City Wizards luego de haber sido seleccionado en la primera vuelta (11.o en la general) del Super Draft de la Major League Soccer de los Estados Unidos.
En diciembre de 2012 llegó a un acuerdo para unirse al Wigan Athletic de la Premier League en enero del año siguiente. El traspaso, que se cerró en £ 2.500.000, fue confirmado el 17 de diciembre cuando se aprobó su permiso de trabajo para el Reino Unido.
El Martes 15 de enero de 2013 se produce su debut con él en partido de la FA Cup contra el Bournemouth.

## Selección nacional
Roger Espinoza ha sido internacional con la Selección de fútbol de Honduras en varias oportunidades. Su debut internacional se dio el 18 de enero del 2008; en el triunfo de Honduras por 2-0 en contra de la Selección de fútbol de Chile. 
Durante el torneo de la Copa UNCAF 2009 realizado en Tegucigalpa, Roger anotó el gol con el cual la selección catracha derrotó a El Salvador por 1-0. Con este resultado Honduras ocupó el tercer lugar de esta competencia internacional.
Participó en las Olimpiadas de Londres 2012. Destacando durante el partido contra Brasil, donde participa en la jugada del primer gol y anota el segundo. Sale expulsado el minuto 90 por doble amonestación y la afición del estadio de St. James Park se puso de pie y le despidió con una gran ovación.
El 5 de mayo de 2014 se anunció que Espinoza había sido convocado entre los 23 jugadores que disputarán la Copa Mundial de Fútbol de 2014 en Brasil con Honduras.

### Participaciones en Copas del Mundo
| Mundial                        | Sede      | Resultado     |
| ------------------------------ | --------- | ------------- |
| Copa Mundial de Fútbol de 2010 | Sudáfrica | Primera ronda |
| Copa Mundial de Fútbol de 2014 | Brasil    | Primera ronda |

### Participaciones en torneos internacionales
| Torneo                                      | Sede           | Resultado        |
| ------------------------------------------- | -------------- | ---------------- |
| Copa UNCAF 2009                             | Honduras       | Tercer lugar     |
| Fase Clasificatoria Concacaf Sudáfrica 2010 | Honduras       | Hexagonal Final  |
| Copa Oro de la Concacaf de 2011             | Estados Unidos | Semifinales      |
| Juegos Olímpicos Londres 2012               | Reino Unido    | Cuartos de final |
| Fase Clasificatoria Concacaf Brasil 2014    | Honduras       | Hexagonal Final  |